# Гусинне (Грубешівський повіт)
Гусинне (пол. Husynne) — село в Польщі, у гміні Грубешів Грубешівського повіту Люблінського воєводства. Населення — 463 особи (2011).

## Історія
1531 року вперше згадується православна церква в селі.
За даними етнографічної експедиції 1869—1870 років під керівництвом Павла Чубинського, у селі проживали греко-католики, які розмовляли українською мовою.
У 1921 році село входило до складу гміни Городло Грубешівського повіту Люблінського воєводства Польської Республіки.
У липні-серпні 1938 року польська влада в рамках великої акції руйнування українських храмів на Холмщині і Підляшші знищила місцеву православну церкву.
У 1944—1946 роках у селі діяла українська школа. Під час проведення операції «Вісла» в період 21-25 червня 1947 року з Гусинного було вивезено на «землі відзискані» (Вармінсько-Мазурське воєводство, Західнопоморське воєводство) 5 людей українців, залишилося 715 людей польської національності.
У 1975—1998 роках село належало до Замойського воєводства.

## Населення
За даними перепису населення Польщі 1921 року в селі налічувалося 90 будинків та 497 мешканців, з них:
- 236 чоловіків та 261 жінка;
- 447 православних, 10 римо-католиків, 40 юдеїв;
- 332 українці, 137 поляків, 28 євреїв.

Демографічна структура станом на 31 березня 2011 року:
|          | Загалом | Допрацездатний вік | Працездатний вік | Постпрацездатний вік |
| -------- | ------- | ------------------ | ---------------- | -------------------- |
| Чоловіки | 228     | 49                 | 154              | 25                   |
| Жінки    | 235     | 43                 | 137              | 55                   |
| Разом    | 463     | 92                 | 291              | 80                   |

## Гусинне на мапах

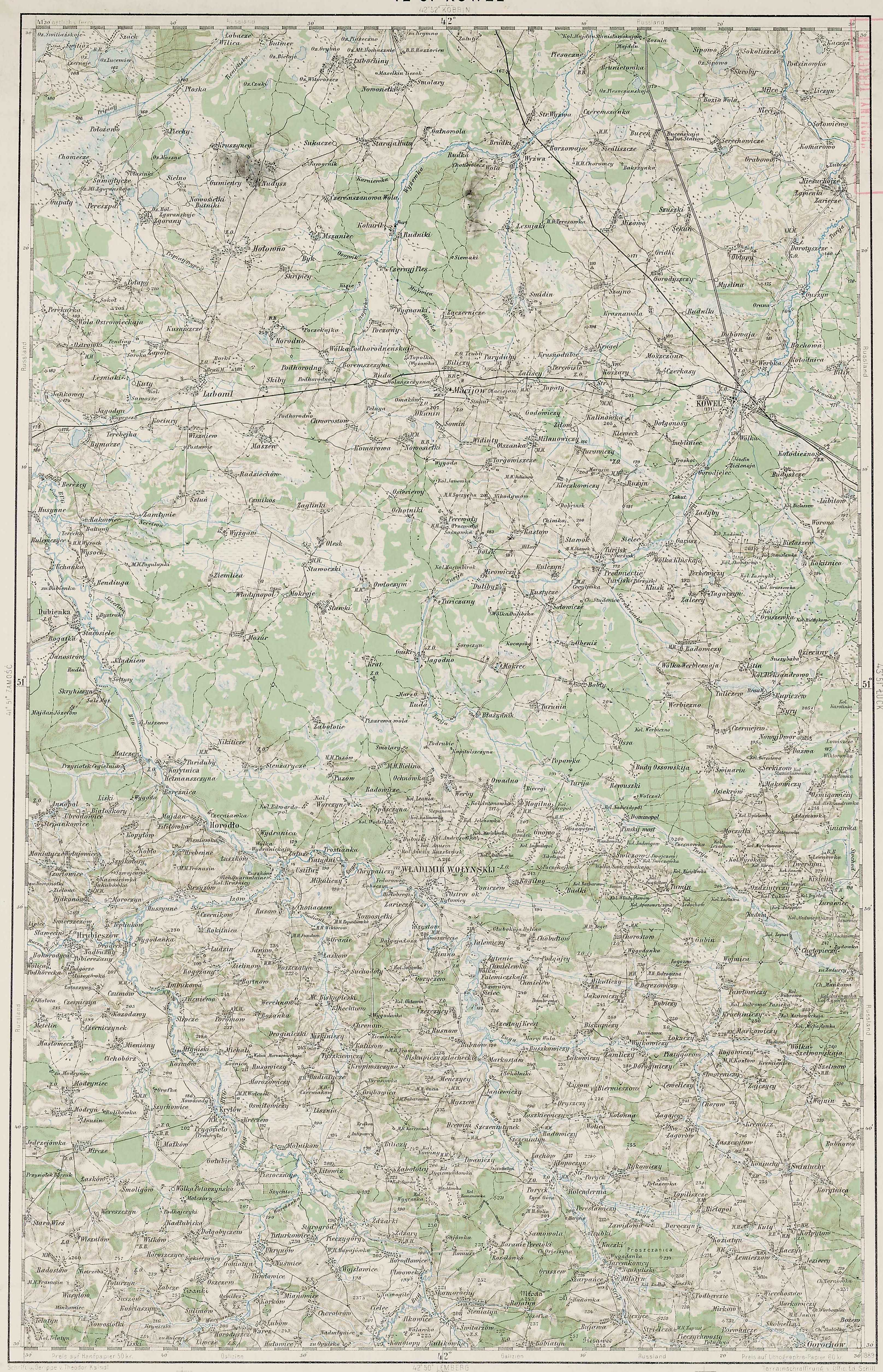
с.Гусинне на військовій мапі Австро-Угорської імперії з 1889р.
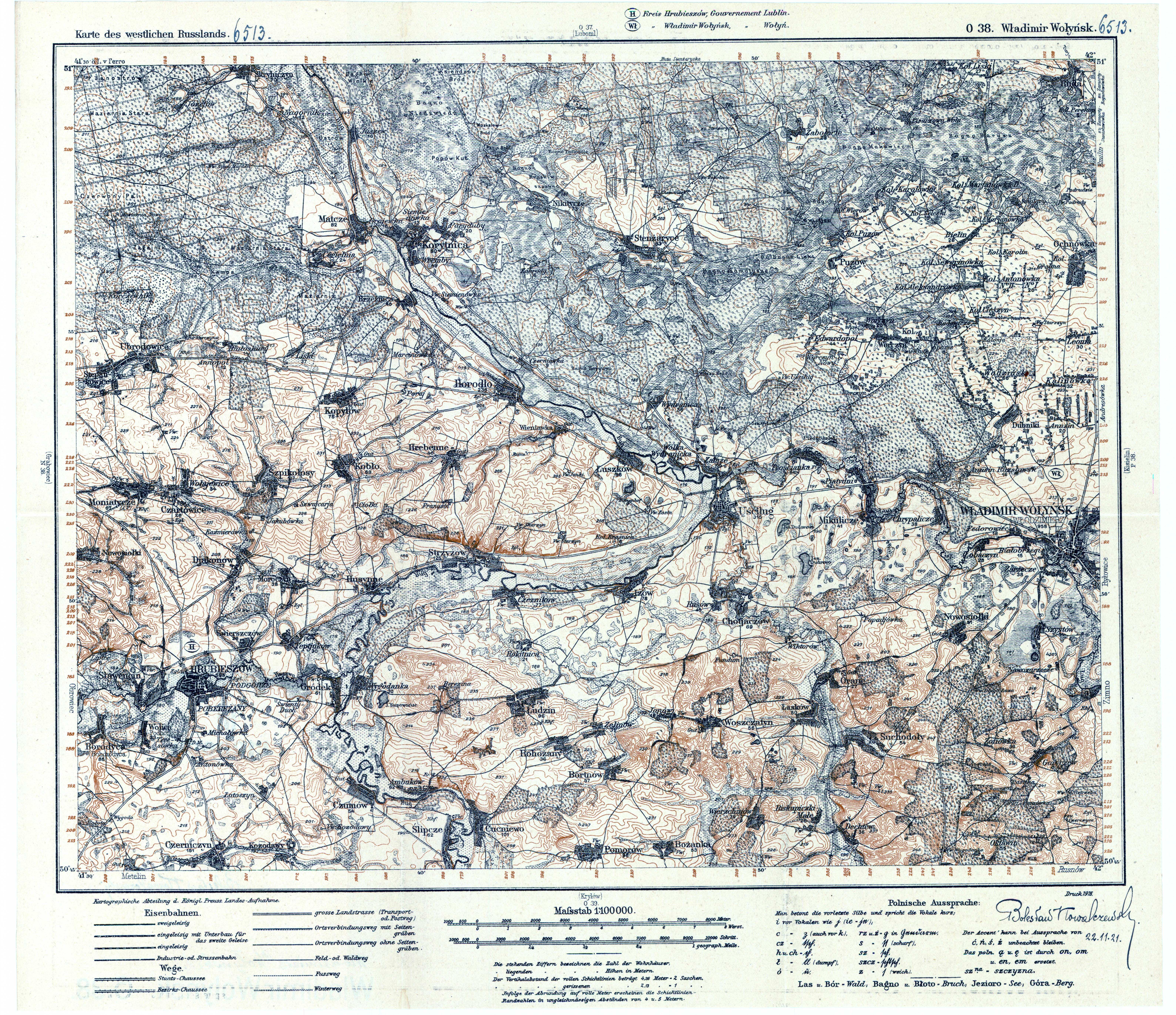
с.Гусинне на німецькій військовій мапі з 1915 року
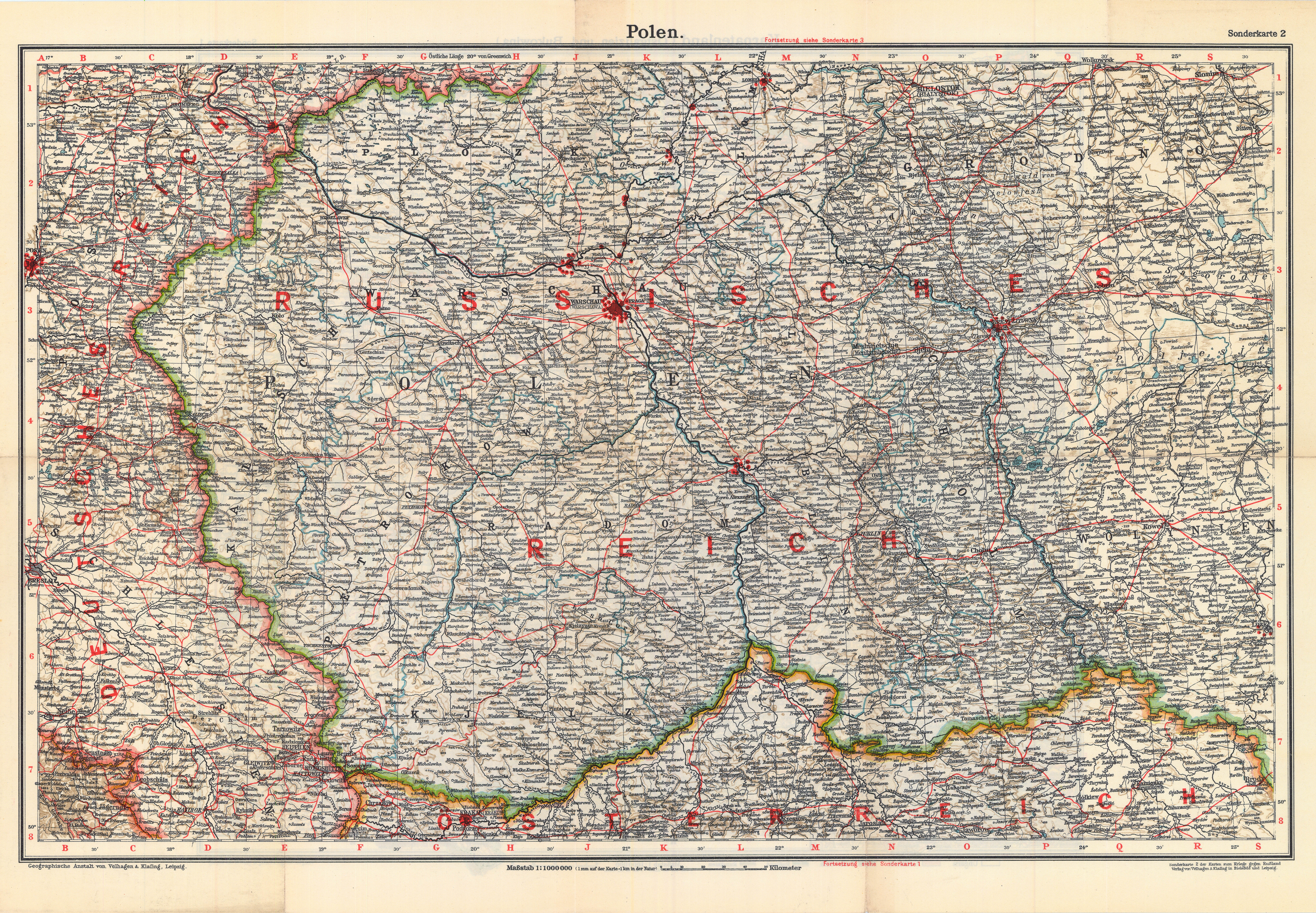
с.Гусинне на військовій німецькій мапі з 1916р
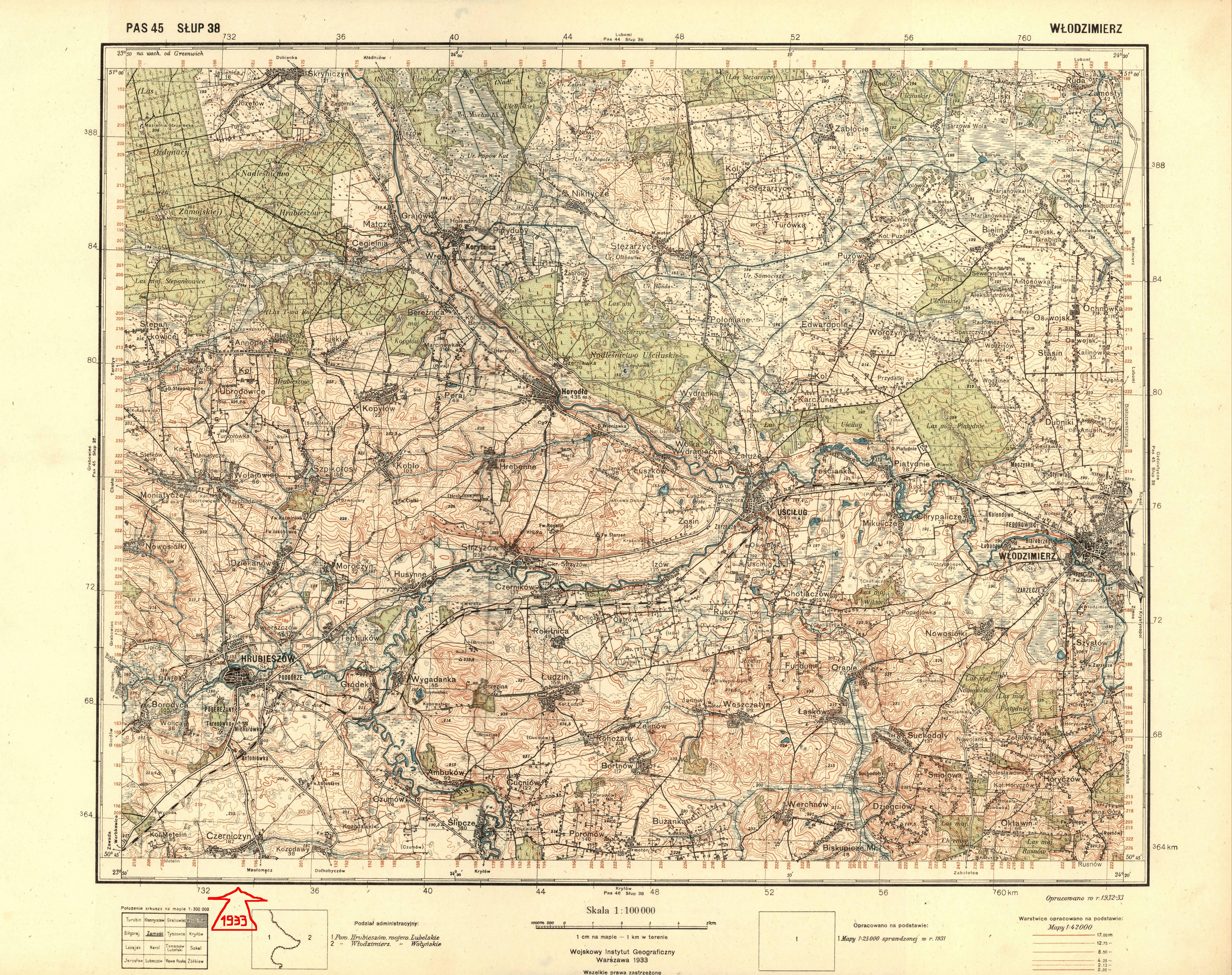
с.Гусинне на мапі польського військового географічного інституту 1933р.
с.Гусинне на окупаційній німецькій мапі з 1940 р.
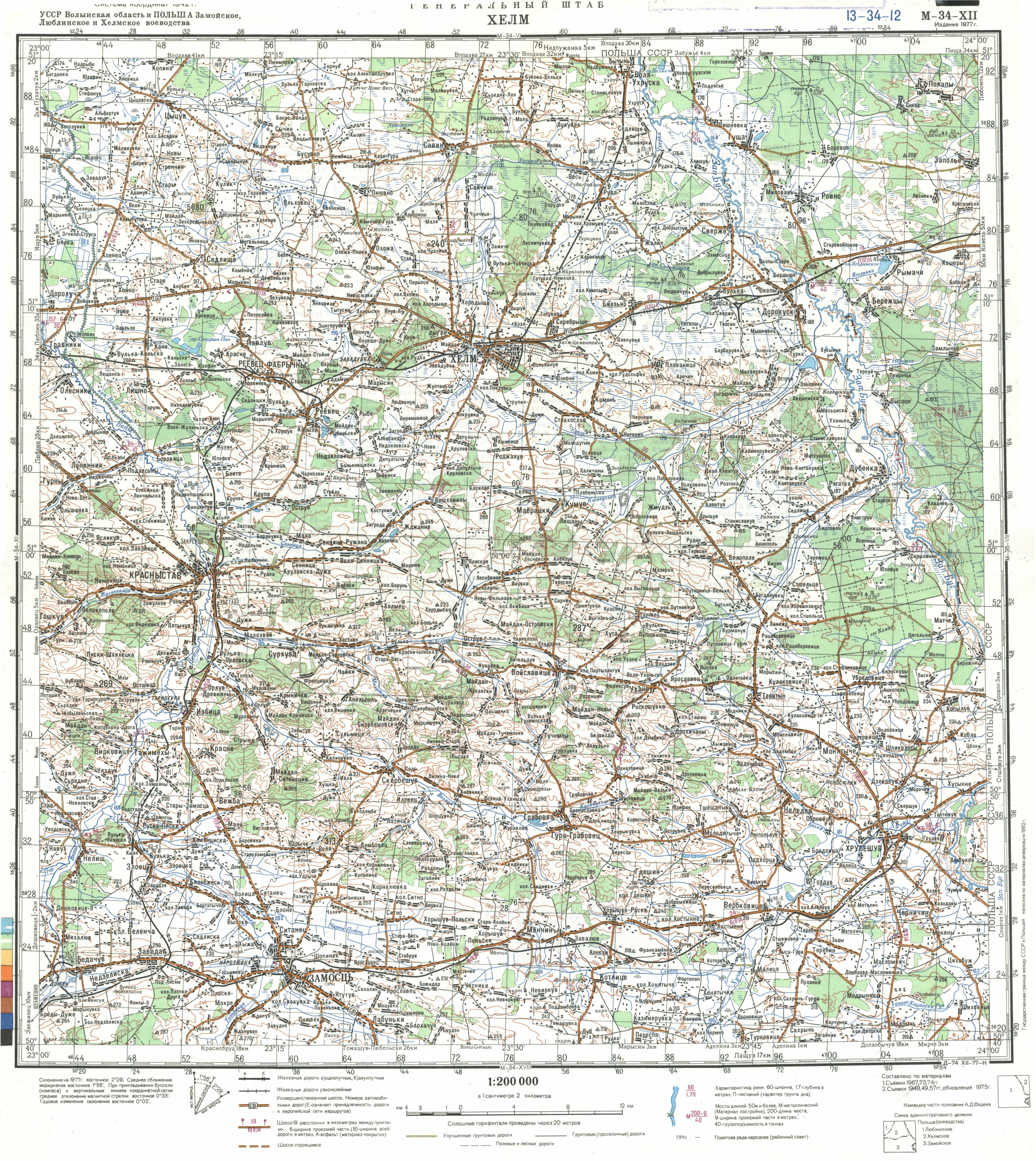
с.Гусинне на мапі Генерального Штабу СРСР з 1977р.